# Maragogi (kommun)
Maragogi är en kommun i Brasilien.   Den ligger i delstaten Alagoas, i den östra delen av landet, 1 600 km nordost om huvudstaden Brasília. Antalet invånare är 28 746.
Följande samhällen finns i Maragogi:
- Maragogi

Omgivningarna runt Maragogi är en mosaik av jordbruksmark och naturlig växtlighet.